# Hypogeoppia perezinigoi
Hypogeoppia perezinigoi är en kvalsterart som beskrevs av Subías och Antonio Arillo 1996. Hypogeoppia perezinigoi ingår i släktet Hypogeoppia och familjen Oppiidae. Inga underarter finns listade i Catalogue of Life.